# Občina Hoče-Slivnica
Občina Hoče-Slivnica je jednou z 212 občin ve Slovinsku. Nachází se v Podrávském regionu na území historického Dolního Štýrska. Občinu tvoří 13 sídel, její rozloha je 53,7 km² a k 1. lednu 2017 zde žilo 11 285 obyvatel. Správním střediskem občiny je vesnice Spodnje Hoče.

## Geografie
Občina se rozkládá jižně od Mariboru. Nadmořská výška se zvyšuje od východu směrem na západ a pohybuje se od 259 m po téměř 1210 m nedaleko vrcholu Sedovce (vrchol 1231 m n. m.). Západní část území zaujímá Pohorje, nejvýchodnější výběžek Alp. Je zalesněné a poměrně řídce osídlené. Na samém východním okraji se nachází mezinárodní Letiště Edvarda Rusjana Maribor. Západně od letiště se kříží dálnice A1 s dálnicí A4. Od severu k jihu tudy prochází železniční trať.

## Pamětihodnosti
- kostel svatého Jiří ve Spodnje Hoče
- kostel svatého Kříže na Glivniku
- kostel svatého Linharta
- hrad Hompoš
- hrad Slivnica

## Členění občiny
Občina se dělí na sídla: Bohova, Čreta, Hočko Pohorje, Hotinja vas, Orehova vas, Pivola, Polana, Radizel, Rogoza, Slivnica pri Mariboru, Slivniško Pohorje, Spodnje Hoče, Zgornje Hoče.

## Sousední občiny
| Růžice kompasu |                         | Maribor              |                           | Růžice kompasu |
| Růžice kompasu | Slovenska Bistrica Ruše | Sever                | Miklavž na Dravskem polju | Růžice kompasu |
| Růžice kompasu | Slovenska Bistrica Ruše | Občina Hoče-Slivnica | Miklavž na Dravskem polju | Růžice kompasu |
| Růžice kompasu | Slovenska Bistrica Ruše | Jih                  | Miklavž na Dravskem polju | Růžice kompasu |
| Růžice kompasu | Rače-Fram               |                      |                           | Růžice kompasu |